# Кажущийся вес
Ка́жущийся вес — вес физического тела в ситуации, когда приложенные к телу силы тяжести {\displaystyle m{\vec {g}}} и реакции опоры {\displaystyle {\vec {N}}} (или натяжения подвеса {\displaystyle {\vec {T}}}) не балансируются, то есть {\displaystyle m{\vec {g}}\neq -{\vec {N}}} (или {\displaystyle m{\vec {g}}\neq -{\vec {T}}}).
Описанная ситуация возникает, например, при ускоренном движении системы «тело плюс опора/подвес», при нахождении системы в жидкости или газе (когда добавляется сила Архимеда), при влиянии каких-либо дополнительных сил (скажем, есть электростатическое взаимодействие тела с окружением).
При наличии нескольких опор и подвесов возможен анализ кажущегося веса по каждому из креплений или суммарно.
Знание этой величины полезно для оценки способности конструкции механически удержать тело. Так, если на рисунке нить может лопнуть при {\displaystyle T} > 3 Н, то безопасен только режим справа.
В советских и постсоветских методических традициях, сам термин «кажущийся вес» практически не используется и является калькой с английского англ. apparent weight и французского фр. poids apparent. Обсуждаемая ситуация отсутствия баланса сил {\displaystyle m{\vec {g}}} и {\displaystyle {\vec {N}}} (или {\displaystyle {\vec {T}}}) не выделяется специально, и понятие «кажущийся вес» полностью синонимично понятию «вес», определяемому как сила воздействия тела на опору или подвес (без дальнейшей конкретизации).
В традициях же англоязычной и вообще нерусскоязычной литературы понятие «вес» часто эквивалентно русскому термину «сила тяжести», а «кажущийся вес» рассматривается как отдельная величина и имеет самостоятельную значимость.